# Mazindol
El Mazindol es un fármaco del tipo imidazoisoindol tricíclico perteneciente a la categoría terapéutica de los anorexígenos no anfetamínicos. El mazindol es un inhibidor de la recaptación de dopamina. Tiene un modo de acción parecido a de la anfetamina y sus derivados pero existen diferencias en el mecanismo de acción.
En 1997 la Agencia Europea para la Evaluación de Medicamentos (EMEA) recomendó retirarlo del mercado como anorexígeno, debido a un balance beneficio/riesgo desfavorable. No se comercializa en España ninguna de sus presentaciones. En Colombia se comercializó hasta el 2010.

## Usos indicados
El principal uso de la droga es el tratamiento de la obesidad exógena en pacientes mayores de 12 años en conjunto a una dieta baja en calorías, por lo que la persona debe estar bajo una terapia multidisciplinar.
Los estudios clínicos llevados a cabo con el mazindol han podido demostrar que el fármaco es un estimulante del Sistema Nervioso Central con características diferentes a los derivados de la feniletilamina. Un estudio demostró que el mazindol tiene aproximadamente 10% a 20% de la potencia de la dextroanfetamina. A diferencia de otros fármacos empleados en el tratamiento de la obesidad, el mazindol no induce dependencia o fenómeno de rebote. El mazindol se utiliza en el tratamiento auxiliar de la obesidad exógena a corto plazo (de 6 a 8 semanas), en adultos y en niños mayores de 12 años, como coadyuvante de la dieta pobre en calorías.
Sin embargo lo dicho anteriormente, es considerado un símil de las anfetaminas, produce dependencia y síndrome de abstinencia cuando se abusa del fármaco, incluyendo fatiga extrema, depresión mental y cambios en el electroencefalograma durante el sueño.

## Otros usos
Dadas sus propiedades estimulantes, en 2016 se llevaron a cabo estudios para ver sus efectos en el trastorno por déficit de atención con hiperactividad. Del mismo modo, dado que el mazindol es un inhibidor de la recaptación de dopamina se estudió en la Universidad de Tamaulipas, México, su acción como antinociceptivo, evaluándose en un modelo de artritis inducida en ratones y empleando hasta 10 mg/kg de peso.
Algunos investigadores creen que el mazindol puede ayudar a los enfermos de Parkinson. Se reportó un caso en qué supuestamente la droga actuó como afrodisíaco en una mujer. Se ha notado que el compuesto puede reducir los niveles de colesterol.
También se está estudiando el uso del mazindol en pacientes que padecen narcolepsia.
Aunque el mazindol parece producir depresión entre algunos usuarios, en otros el medicamento funciona como un antidepresivo. Esta característica antidepresiva se considera útil para promover la pérdida de peso, ya que algunas personas con sobrepeso comen para compensar la tristeza y la depresión. A medida que una condición mejora, generalmente la otra también lo hace. La doble acción de Mazindol como anorexígeno y antidepresivo puede ser usado por los especialistas de la salud.

## Inconvenientes
El mazindol aumenta la frecuencia del pulso, puede causar alucinaciones y alterar el sueño. En un estudio, los usuarios se quejaron de dolor de cabeza, erupción cutánea, sequedad de boca, sudoración, temblor muscular, náuseas y dificultad para orinar y defecar. Los usuarios también informaron nerviosismo y mareos. En hombres, el mazindol puede provocar dolor en los testículos, interferir con la erección y la eyaculación, además de causar retención de orina. Este último efecto se ha aprovechado para tratar la incontinencia urinaria. El mazindol puede interferir con la producción de la hormona del crecimiento humano.
Cuando se evaluó como tratamiento para la esquizofrenia, el medicamento no tuvo efectos benéficos considerables, e incluso empeoró algunos síntomas.
Un artículo publicado en el año 2000 relacionó el mazindol con la hipertensión pulmonar, siendo la primera vez que se informaba una asociación de este tipo. Ocurrió con una mujer de 29 años. Informes previos señalaron el desarrollo de un trastorno cardíaco después de tomar el mazindol en combinación con fenfluramina o dexfenfluramina, pero dicha afección se ha atribuido a estos dos últimos fármacos por sí mismos, por lo que el papel del mazindol es incierto.

## Factor de abuso
En experimentos con monos rhesus, los animales mostraron cierto gusto por el mazindol, pero una revisión de los estudios clínicos no encontró casos en que los pacientes se volvieran adictos. Aunque existen informes de que el mazindol induce euforia, los usuarios humanos no muestran un gusto especial por el medicamento. Los voluntarios que compararon varias drogas para el control de peso descubrieron que el mazindol tiene el menor atractivo.

## Uso en embarazo y lactancia
La influencia del medicamento en el desarrollo fetal no está establecida. No se sabe si la droga pasa a la leche de madres lactantes. Por ambas razones se desaconseja su uso.

## Retiro del mercado
El fármaco fue retirado de la comercialización en Europa y Estados Unidos en 1999, pero no por cuestiones de seguridad o eficacia, sino porque se descubrió que otros fármacos anoréxicos estaban asociados con el desarrollo de hipertensión arterial pulmonar.